# Kasper Dolberg
Kasper Dolberg, né le 6 octobre 1997 à Silkeborg au Danemark, est un footballeur international danois qui joue au poste d'attaquant au RSC Anderlecht.

## Biographie

### En club

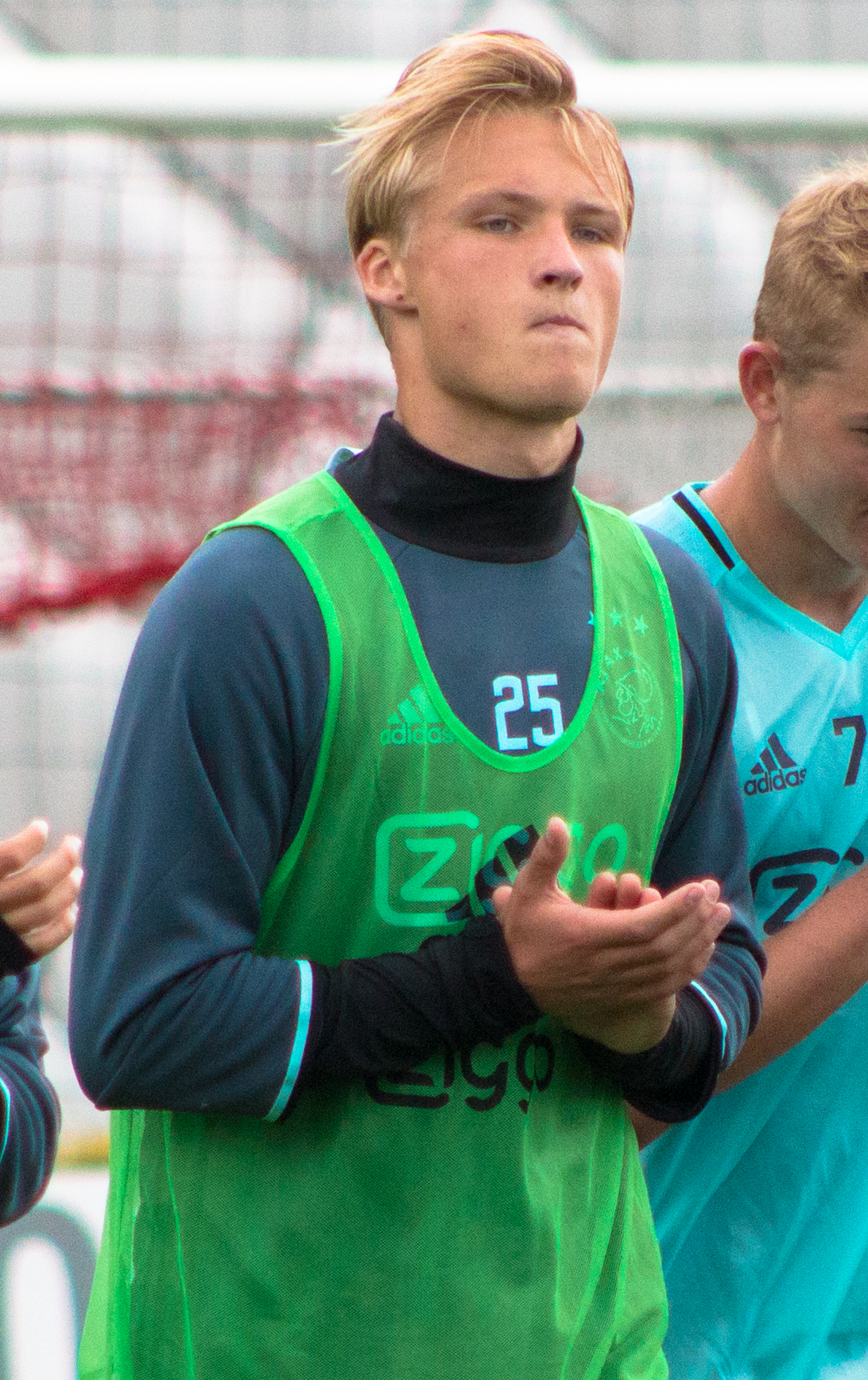
Kasper Dolberg à l'entraînement avec l'Ajax Amsterdam en 2016.

#### Silkeborg IF (2015)
Kasper Dolberg fait ses débuts dans le championnat danois avec le club de Silkeborg IF le 17 mai 2015 face à Brøndby IF (défaite à domicile 2-0).

#### Ajax Amsterdam (2015-2019)
Il rejoint l'Ajax Amsterdam en juillet 2015. Il prolonge son contrat le 13 mai 2016 et fait ses débuts avec l'équipe première en juillet 2016. Après avoir marqué un but pour son premier match face au PAOK Salonique le 26 juillet 2016 (1-1) en tour préliminaire de la Ligue des champions, Dolberg fait ses débuts en Eredivisie le 7 août suivant face au Sparta Rotterdam en entrant en cours de match (victoire 1-3 de l'Ajax). Il inscrit un doublé dès le match suivant, le 13 août face au Roda JC (2-2). S'imposant rapidement comme titulaire, il inscrit quelques buts importants lors de sa première saison aux Pays-Bas, terminant l'exercice avec vingt-trois buts au compteur toutes compétitions confondues. Le 26 novembre 2016, il inscrit un triplé en championnat face au NEC Nimègue. C'est la première fois qu'un joueur de nationalité non néerlandaise réalise une telle performance sous le maillot de l'Ajax Amsterdam. 
En 2017, l'Ajax atteint la finale de la Ligue Europa, en étant battue 0-2 en finale par le club anglais de Manchester United. Dolberg se met en évidence lors de cette compétition en inscrivant un total de six buts, avec notamment deux buts en demi-finale, lors de la double confrontation face à l'Olympique lyonnais.
Lors de la saison 2018-2019, il atteint les demi-finales de la Ligue des champions avec l'Ajax.

#### OGC Nice (2019-2022)
Le 29 août 2019, il est transféré à l'OGC Nice. Le montant du transfert s'élève à 20,5 millions d'euros, ce qui constitue un record pour le club niçois. 
Le 14 septembre 2019, Dolberg joue sa première rencontre sous le maillot niçois face à Montpellier en Ligue 1 (défaite 2-1). Une semaine plus tard, il marque son premier but en championnat et contribue à une victoire 2-1 contre Dijon. Le 2 février 2020 Dolberg réalise son premier doublé pour Nice, permettant aux siens de s'imposer face à l'Olympique lyonnais (2-1). Il réalise pareille performance le 7 mars suivant lors du Derby de la Côte d'Azur contre l'AS Monaco. Ses deux buts permettent à Nice de s'imposer (2-1). Il inscrit 11 buts (dont 9 à domicile) et délivre trois passes décisives pendant la saison 2019-2020.

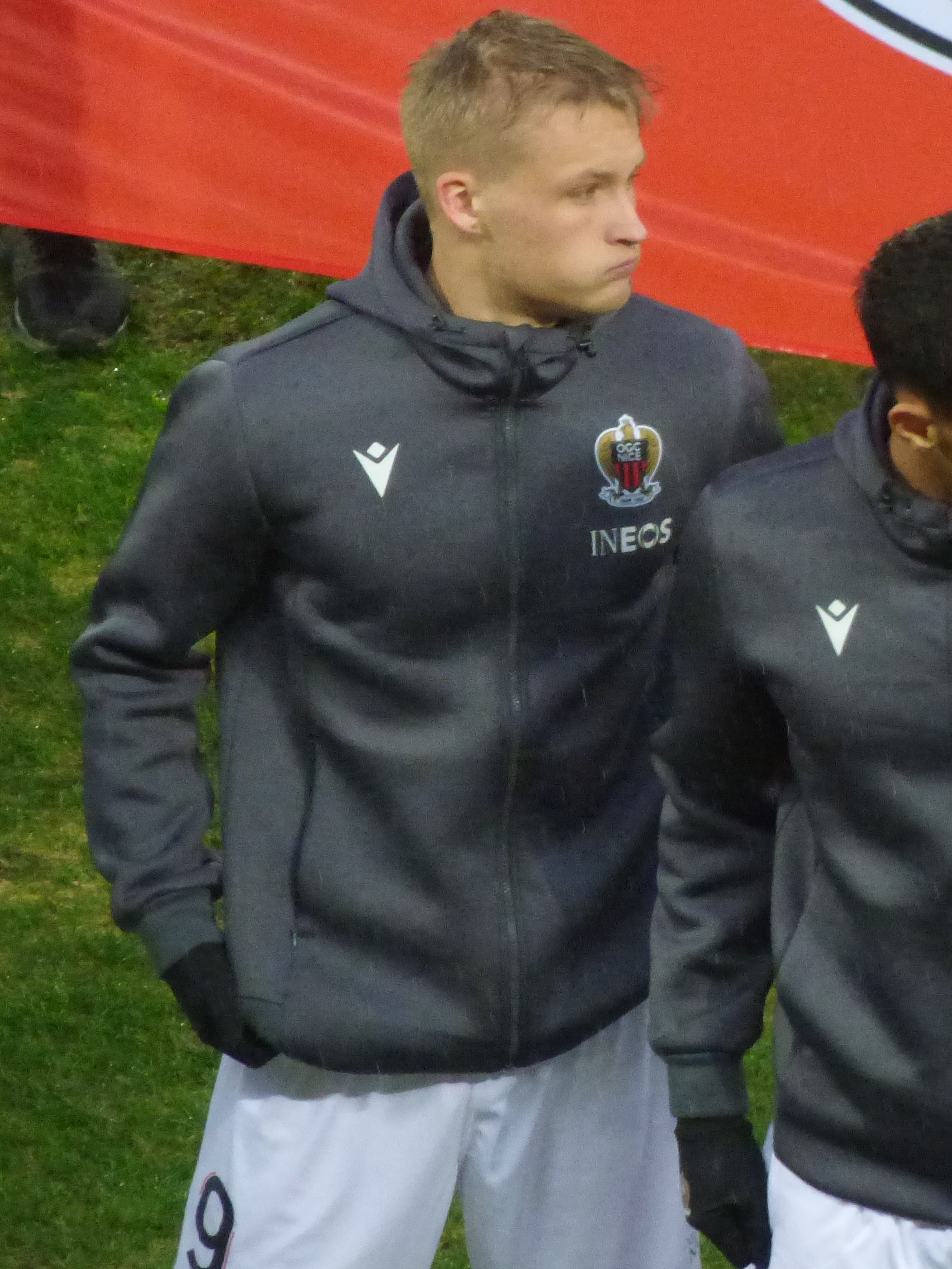
Kasper Dolberg lors de la rencontre RC Lens-OGC Nice en janvier 2021.

Dolberg entame la saison 2020-2021 par un doublé, le 29 août 2020 face au RC Strasbourg lors de la deuxième journée, permettant à son équipe de s'imposer (0-2). Sa saison est toutefois contrariée avec plusieurs pépins physiques, il est notamment touché à la cheville en octobre, souffrant des adducteurs en décembre et victime d'une crise d'appendicite en février 2021 nécessitant une opération et quatre semaines d'absences. Il parvient tout de même à réaliser un nouveau doublé en championnat face au FC Nantes le 4 avril 2021, permettant à son équipe de s'imposer à la Beaujoire (1-2 score final) et de retrouver la première partie du classement.
Le 8 novembre 2021 Dolberg a annoncé qu'il souffre de diabète de type 1 mais que sa carrière de footballeur n'est pas en danger.

##### Prêt au Séville FC (2022)
Le 1er septembre 2022, Kasper Dolberg est prêté au Séville FC pour une saison avec option d'achat.
Il fait ses debuts en championnat le 3 septembre 2022 face au FC Barcelone. Son équipe s'incline 0-3.
Lors de son premier match avec FC Seville en ligue des champions, le 6 septembre 2022, son équipe s'incline 4-0 face à Manchester City.

##### Prêt au TSG Hoffenheim (2023)
Ne s'étant pas imposé au Séville FC, Kasper Dolberg voit son prêt dans le club espagnol se terminer prématurément durant le mercato hivernal, et il est de nouveau prêté par l'OGC Nice, le 2 janvier 2023, au TSG Hoffenheim jusqu'à la fin de la saison. Le club allemand dispose d'une option d'achat sur le joueur,.

#### RSC Anderlecht (2023-)
Début juillet 2023, Dolberg signe un contrat de quatre ans avec le RSC Anderlecht.
Le 6 août 2023, Dolberg inscrit son premier but pour Anderlecht, lors d'une rencontre de championnat face au champion en titre, le Royal Antwerp FC. Titulaire, il donne la victoire à son équipe en marquant le seul but de la partie, sur penalty,,. Il se fait de nouveau remarquer le 20 août suivant en ouvrant le score dès la première minute de jeu contre le KVC Westerlo, en championnat. Il contribue ainsi à la victoire de son équipe par deux buts à un.

### En sélections nationales

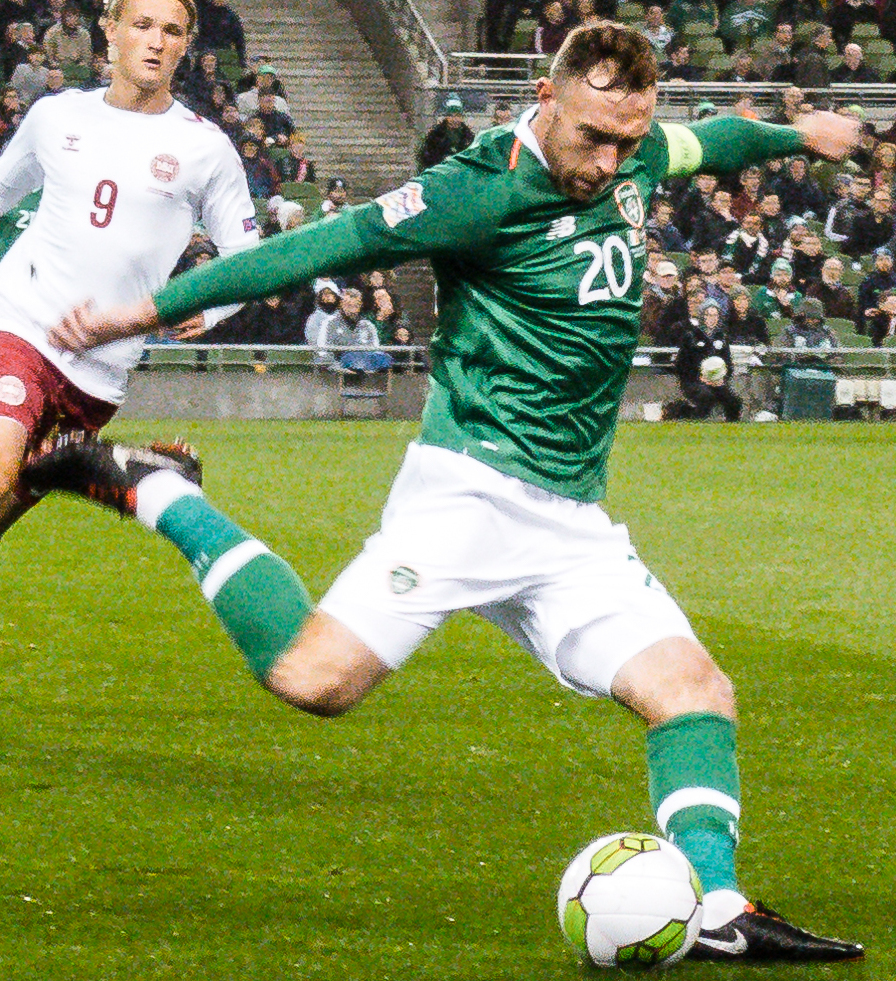
Kasper Dolberg (à gauche) avec le Danemark face à l'Irlande lors de la Ligue des nations en 2018.

Kasper Dolberg représente l'équipe du Danemark des moins de 17 ans. Il se fait notamment remarquer avec cette sélection en réalisant un doublé le 15 avril 2014 contre la Suisse, permettant à son équipe de s'imposer (2-1 score final).
Dolberg joue son premier match avec les espoirs danois le 2 septembre 2016, contre le pays de Galles lors des éliminatoires de l'Euro espoirs 2017. Il inscrit un but à cette occasion (victoire 0-4).
Le 11 novembre 2016, Kasper Dolberg honore sa première sélection avec l'équipe du Danemark lors du match comptant pour les éliminatoires de la Coupe du monde 2018 face au Kazakhstan (victoire 4-1). Le 10 juin 2017, Dolberg marque son premier but international durant un match des éliminatoires de la Coupe du monde 2018 contre ce même Kazakhstan (victoire 3-1).
En juin 2018, Dolberg fait partie des vingt-trois joueurs danois sélectionnés pour disputer la Coupe du monde 2018. Lors du mondial organisé en Russie, il ne joue qu'un seul match, contre l'équipe de France (15 minutes de jeu). Le Danemark s'incline en huitièmes de finale face à la Croatie, après une séance de tirs au but.
Par la suite, le 10 juin 2019, il s'illustre en inscrivant un doublé et en délivrant une passe décisive contre la Géorgie, lors des éliminatoires de l'Euro 2020. Il récidive ensuite le 15 octobre de la même année, en amical contre le Luxembourg, avec également un doublé et une passe décisive.
Le 28 mars 2021, il inscrit un nouveau doublé, contre la Moldavie. Ce match gagné sur le score fleuve de 8-0 rentre dans le cadre des éliminatoires du mondial 2022. Quelques mois plus tard, il participe au championnat d'Europe 2020. Lors de cette compétition, il se met en évidence en étant l'auteur d'un doublé en huitièmes de finale face au Pays de Galles, permettant au Danemark de l'emporter sur le large score de 0-4. Il se voit d'ailleurs désigné « homme du match ». C'est le deuxième joueur danois après Henrik Larsen à inscrire un doublé en phase finale d'un championnat d'Europe.
En mai 2021, il est convoqué par Kasper Hjulmand, le sélectionneur de l'équipe nationale du Danemark, dans la liste des 26 joueurs danois retenus pour participer à l'Euro 2020,. Il s'illustre durant la compétition en inscrivant trois buts : un doublé face au Pays de Galles en 1/8e de finale puis un but face à la Tchéquie en 1/4 de finale. 
Le 7 novembre 2022, il est sélectionné par Kasper Hjulmand pour participer à la Coupe du monde 2022.
Le 30 mai 2024, Dolberg figure dans la liste des 26 joueurs danois retenus par Kasper Hjulmand pour participer à l'Euro 2024,.

## Statistiques

### En club
| Saison                | Club                  | Championnat           | Championnat | Championnat | Championnat | Coupe(s) nationale(s) | Coupe(s) nationale(s) | Coupe(s) nationale(s) | Supercoupe | Supercoupe | Supercoupe | Compétition(s) continentale(s) | Compétition(s) continentale(s) | Compétition(s) continentale(s) | Compétition(s) continentale(s) | Autres compétitions | Autres compétitions | Autres compétitions | Autres compétitions | Total | Total | Total |
| Saison                | Club                  | Division              | M.          | B.          | P.d.        | M.                    | B.                    | P.d.                  | M.         | B.         | P.d.       | Comp.                          | M.                             | B.                             | P.d.                           | Comp.               | M.                  | B.                  | P.d.                | M.    | B.    | P.d.  |
| 2014-2015             | Silkeborg IF          | Superliga             | 3           | 0           | 0           | -                     | -                     | -                     | -          | -          | -          | -                              | -                              | -                              | -                              | -                   | -                   | -                   | -                   | 3     | 0     | 0     |
| 2015-2016             | Ajax Amsterdam        | Eredivisie            | -           | -           | -           | -                     | -                     | -                     | -          | -          | -          | -                              | -                              | -                              | -                              | -                   | -                   | -                   | -                   | 0     | 0     | 0     |
| 2016-2017             | Ajax Amsterdam        | Eredivisie            | 29          | 16          | 6           | 2                     | 0                     | 0                     | -          | -          | -          | C1+C3                          | 4+13                           | 1+6                            | 1+1                            | -                   | -                   | -                   | -                   | 48    | 23    | 8     |
| 2017-2018             | Ajax Amsterdam        | Eredivisie            | 23          | 6           | 0           | 3                     | 3                     | 2                     | -          | -          | -          | C1+C3                          | 2+2                            | 0+0                            | 0+0                            | -                   | -                   | -                   | -                   | 30    | 9     | 2     |
| 2018-2019             | Ajax Amsterdam        | Eredivisie            | 25          | 11          | 5           | 4                     | 1                     | 0                     | -          | -          | -          | C1                             | 9                              | 0                              | 1                              | -                   | -                   | -                   | -                   | 38    | 12    | 6     |
| 2019-2020             | Ajax Amsterdam        | Eredivisie            | 1           | 0           | 0           | -                     | -                     | -                     | 1          | 1          | 0          | C1                             | 1                              | 0                              | 0                              | -                   | -                   | -                   | -                   | 3     | 1     | 0     |
| Sous-total            | Sous-total            | Sous-total            | 78          | 33          | 11          | 9                     | 4                     | 2                     | 1          | 1          | 0          | -                              | 31                             | 7                              | 3                              | -                   | -                   | -                   | -                   | 119   | 45    | 16    |
| 2019-2020             | OGC Nice              | Ligue 1               | 23          | 11          | 3           | 3                     | 0                     | 0                     | -          | -          | -          | -                              | -                              | -                              | -                              | -                   | -                   | -                   | -                   | 26    | 11    | 3     |
| 2020-2021             | OGC Nice              | Ligue 1               | 25          | 6           | 2           | 1                     | 0                     | 0                     | -          | -          | -          | C3                             | 3                              | 0                              | 0                              | -                   | -                   | -                   | -                   | 29    | 6     | 2     |
| 2021-2022             | OGC Nice              | Ligue 1               | 26          | 6           | 2           | 4                     | 1                     | 0                     | -          | -          | -          | -                              | -                              | -                              | -                              | -                   | -                   | -                   | -                   | 30    | 7     | 2     |
| Sous-total            | Sous-total            | Sous-total            | 74          | 23          | 7           | 8                     | 1                     | 0                     | -          | -          | -          | -                              | 3                              | 0                              | 0                              | -                   | -                   | -                   | -                   | 85    | 24    | 7     |
| 2022-2023             | FC Séville (prêt)     | Liga                  | 4           | 0           | 1           | 0                     | 0                     | 0                     | -          | -          | -          | C1                             | 4                              | 0                              | 1                              | -                   | -                   | -                   | -                   | 8     | 0     | 2     |
| 2022-2023             | TSG Hoffenheim (prêt) | Bundesliga            | 13          | 1           | 0           | 1                     | 1                     | 0                     | -          | -          | -          | -                              | -                              | -                              | -                              | -                   | -                   | -                   | -                   | 14    | 2     | 0     |
| 2023-2024             | RSC Anderlecht        | Division 1A           | 29          | 13          | 2           | 3                     | 0                     | 1                     | -          | -          | -          | -                              | -                              | -                              | -                              | PO1                 | 10                  | 2                   | 2                   | 42    | 15    | 5     |
| 2024-2025             | RSC Anderlecht        | Division 1A           | 22          | 14          | 1           | 5                     | 5                     | 0                     | -          | -          | -          | C3                             | 9                              | 1                              | 1                              | PO1                 | 9                   | 4                   | 0                   | 45    | 24    | 2     |
| 2025-2026             | RSC Anderlecht        | Division 1A           | 2           | 1           | 0           | -                     | -                     | -                     | -          | -          | -          | C3+C4                          | 2+2                            | 2+1                            | 0+0                            | -                   | -                   | -                   | -                   | 6     | 4     | 0     |
| Sous-total            | Sous-total            | Sous-total            | 53          | 28          | 3           | 8                     | 5                     | 1                     | -          | -          | -          | -                              | 13                             | 4                              | 1                              | -                   | 19                  | 6                   | 2                   | 93    | 43    | 7     |
| Total sur la carrière | Total sur la carrière | Total sur la carrière | 225         | 85          | 22          | 25                    | 8                     | 3                     | 1          | 1          | 0          | -                              | 51                             | 11                             | 5                              | -                   | 19                  | 6                   | 2                   | 321   | 111   | 32    |

### En sélections nationales
| Saison                | Sélection             | Phases finales        | Phases finales | Phases finales | Phases finales | Éliminatoires CDM | Éliminatoires CDM | Éliminatoires CDM | Éliminatoires EURO | Éliminatoires EURO | Éliminatoires EURO | Ligue des Nations | Ligue des Nations | Ligue des Nations | Matchs amicaux | Matchs amicaux | Matchs amicaux | Total | Total | Total |
| Saison                | Sélection             | Compétition           | M              | B              | Pd             | M                 | B                 | Pd                | M                  | B                  | Pd                 | M                 | B                 | Pd                | M              | B              | Pd             | M     | B     | Pd    |
| --------------------- | --------------------- | --------------------- | -------------- | -------------- | -------------- | ----------------- | ----------------- | ----------------- | ------------------ | ------------------ | ------------------ | ----------------- | ----------------- | ----------------- | -------------- | -------------- | -------------- | ----- | ----- | ----- |
| 2016-2017             | Danemark              | -                     | -              | -              | -              | 2                 | 1                 | 0                 | -                  | -                  | -                  | -                 | -                 | -                 | 1              | 0              | 0              | 3     | 1     | 0     |
| 2017-2018             | Danemark              | Coupe du monde 2018   | 1              | 0              | 0              | 1                 | 0                 | 0                 | -                  | -                  | -                  | -                 | -                 | -                 | 2              | 0              | 0              | 4     | 0     | 0     |
| 2018-2019             | Danemark              | -                     | -              | -              | -              | -                 | -                 | -                 | 2                  | 2                  | 1                  | 2                 | 0                 | 0                 | 2              | 0              | 0              | 6     | 2     | 1     |
| 2019-2020             | Danemark              | -                     | -              | -              | -              | -                 | -                 | -                 | 3                  | 0                  | 0                  | -                 | -                 | -                 | 1              | 2              | 1              | 4     | 2     | 1     |
| 2020-2021             | Danemark              | Euro 2020             | 4              | 3              | 0              | 2                 | 2                 | 0                 | -                  | -                  | -                  | 4                 | 0                 | 0                 | 3              | 0              | 0              | 13    | 5     | 0     |
| 2021-2022             | Danemark              | -                     | -              | -              | -              | 2                 | 0                 | 0                 | -                  | -                  | -                  | 1                 | 0                 | 0                 | 2              | 0              | 0              | 5     | 0     | 0     |
| 2022-2023             | Danemark              | Coupe du monde 2022   | 3              | 0              | 0              | -                 | -                 | -                 | -                  | -                  | -                  | 2                 | 1                 | 0                 | -              | -              | -              | 5     | 1     | 0     |
| 2023-2024             | Danemark              | Euro 2024             | 2              | 0              | 0              | -                 | -                 | -                 | 3                  | 0                  | 0                  | -                 | -                 | -                 | 4              | 0              | 0              | 9     | 0     | 0     |
| 2024-2025             | Danemark              | -                     | -              | -              | -              | -                 | -                 | -                 | -                  | -                  | -                  | 5                 | 0                 | 0                 | 1              | 1              | 0              | 6     | 1     | 0     |
| Total sur la carrière | Total sur la carrière | Total sur la carrière | 10             | 3              | 0              | 7                 | 3                 | 0                 | 8                  | 2                  | 1                  | 14                | 1                 | 0                 | 16             | 3              | 1              | 55    | 12    | 2     |

### Buts internationaux
| Buts internationaux de Kasper Dolberg | Buts internationaux de Kasper Dolberg | Buts internationaux de Kasper Dolberg   | Buts internationaux de Kasper Dolberg | Buts internationaux de Kasper Dolberg | Buts internationaux de Kasper Dolberg | Buts internationaux de Kasper Dolberg |
| 0                                     | Date                                  | Lieu                                    | Adversaire                            | Score                                 | Résultats                             | Compétitions                          |
| ------------------------------------- | ------------------------------------- | --------------------------------------- | ------------------------------------- | ------------------------------------- | ------------------------------------- | ------------------------------------- |
| 1.                                    | 10 juin 2017                          | Stade central, Almaty, Kazakhstan       | Kazakhstan                            | 1-3                                   | 1-3                                   | Éliminatoires Coupe du monde 2018     |
| 2.                                    | 10 juin 2019                          | Parken Stadium, Copenhague, Danemark    | Géorgie                               | 1-0                                   | 5-1                                   | Éliminatoires Euro 2020               |
| 3.                                    | 10 juin 2019                          | Parken Stadium, Copenhague, Danemark    | Géorgie                               | 3-1                                   | 5-1                                   | Éliminatoires Euro 2020               |
| 4.                                    | 15 octobre 2019                       | Energi Nord Arena, Aalborg, Danemark    | Luxembourg                            | 2-0                                   | 4-0                                   | Amical                                |
| 5.                                    | 15 octobre 2019                       | Energi Nord Arena, Aalborg, Danemark    | Luxembourg                            | 3-0                                   | 4-0                                   | Amical                                |
| 6.                                    | 28 mars 2021                          | Energi Nord Arena, Aalborg, Danemark    | Moldavie                              | 1-0                                   | 8-0                                   | Éliminatoires Coupe du monde 2022     |
| 7.                                    | 28 mars 2021                          | Energi Nord Arena, Aalborg, Danemark    | Moldavie                              | 6-0                                   | 8-0                                   | Éliminatoires Coupe du monde 2022     |
| 8.                                    | 26 juin 2021                          | Johan Cruyff Arena, Amsterdam, Pays-Bas | Pays de Galles                        | 1-0                                   | 4-0                                   | Euro 2020                             |
| 9.                                    | 26 juin 2021                          | Johan Cruyff Arena, Amsterdam, Pays-Bas | Pays de Galles                        | 2-0                                   | 4-0                                   | Euro 2020                             |
| 10.                                   | 3 juillet 2021                        | Olimpiya Stadionu, Bakou, Azerbaïdjan   | Tchéquie                              | 2-0                                   | 2-1                                   | Euro 2020                             |
| 11.                                   | 25 septembre 2022                     | Parken Stadium, Copenhague, Danemark    | France                                | 1-0                                   | 2-0                                   | Ligue des nations 2022-2023           |
| 12.                                   | 10 juin 2025                          | Stade d'Odense (en), Odense, Danemark   | Lituanie                              | 3-0                                   | 5-0                                   | Match amical                          |

## Palmarès

### En club
|  |  | Ajax Amsterdam - Championnat des Pays-Bas (1) : - Champion : 2019. - Vice-champion : 2017 et 2018. - Coupe des Pays-Bas (1) : - Vainqueur : 2019. - Johan Cruijff Schaal (1) : - Vainqueur : 2019. - Ligue Europa : - Finaliste : 2017. |  | OGC Nice - Coupe de France : - Finaliste : 2022. |  | RSC Anderlecht - Coupe de Belgique : - Finaliste : 2025. |

### Distinctions personnelles
- Meilleur jeune joueur danois de l'année en 2016.
- Meilleur jeune joueur du championnat des Pays-Bas (prix Johan Cruyff) en 2017[41].